# Dumitru Rădăuceanu
Dumitru Rădăuceanu (n. 10 ianuarie 1933 - d. 8 decembrie 2021) a fost un deputat român în legislatura 1990-1992, ales în județul Iași pe listele partidului FSN.